# Tom Fleischman

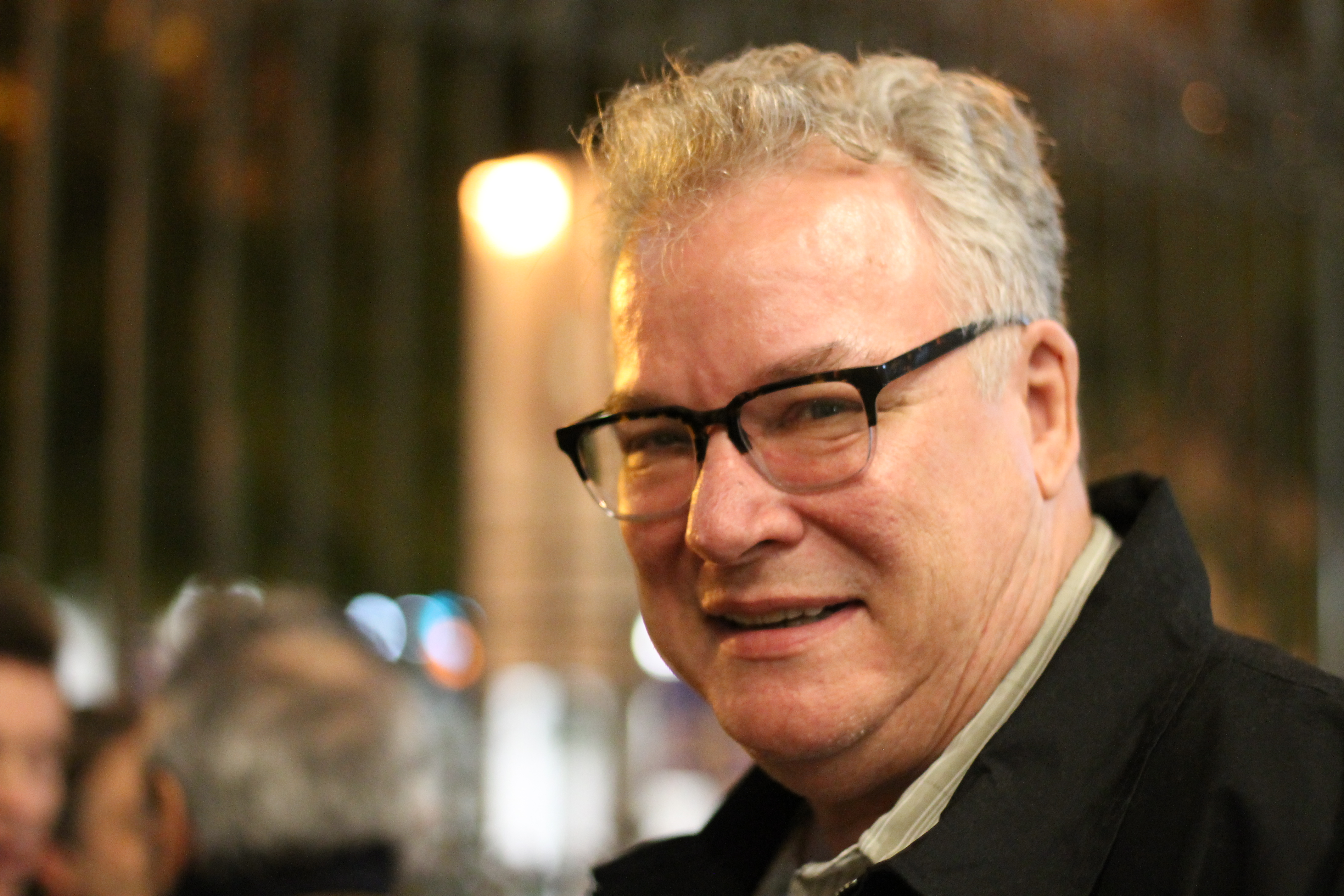
Tom Fleischman (2018)

Thomas Allen „Tom“ Fleischman (* 15. September 1951 in New York City, New York) ist ein US-amerikanischer Tontechniker und Toningenieur.

## Leben
Thomas „Tom“ Fleischman ist der Sohn der Filmeditorin Dede Allen und des Fernsehproduzenten und Drehbuchautors Stephen Fleischman. Er hat seit 1978 an über 240 Film- und Fernsehproduktionen mitgewirkt.  Bei Gates of Heaven, einer Dokumentation über einen Tierfriedhof in Kalifornien, trat er 1978 erstmals als mitverantwortlich für die abschließende Tonmischung in Erscheinung.
Bei der Oscarverleihung 2012 wurde er mit einem Oscar für den „Besten Ton“ für die Literaturverfilmung Hugo Cabret ausgezeichnet. Für vier weitere Arbeiten erhielt er Oscar-Nominierungen.
Für seine Arbeiten an Produktionen fürs Fernsehen wurde er mehrfach mit einem Emmy ausgezeichnet.
Wiederholt arbeitete Fleischman an Produktionen des Regisseurs Martin Scorsese mit, so unter anderem am Musikvideo zum Michael-Jackson-Lied Bad (1987), an der Bibelverfilmung Die letzte Versuchung Christi (1988), am Mafia-Drama GoodFellas – Drei Jahrzehnte in der Mafia (1990), an Kundun (1997), am Drama Bringing Out the Dead – Nächte der Erinnerung (1999), an Aviator (2005), an Departed – Unter Feinden (2006), am Psychothriller Shutter Island (2010) und der Filmobiografie The Wolf of Wall Street (2013).
Im März 2022 trat Fleischman als Protest aus der Academy of Motion Picture Arts and Sciences aus, die kurz zuvor bekannt gegeben hatte, bei der 94. Oscar-Verleihung die Preisträger von acht Kategorien nicht live bei der Verleihungsshow, sondern vorab verkünden zu wollen.

## Auszeichnungen (Auswahl)
Oscar
- 1982: Nominierung für Reds (zusammen mit Dick Vorisek und Simon Kaye, seine Mutter Dede Allen war in diesem Filmdrama für Produktion und Schnitt mit verantwortlich)
- 1992: Nominierung für Das Schweigen der Lämmer (zusammen mit Christopher Newman)
- 2003: Nominierung für Gangs of New York (zusammen mit Eugene Gearty und Ivan Sharrock)
- 2005: Nominierung für Aviator (zusammen mit Petur Hliddal)
- 2012: Auszeichnung mit dem Oscar für den besten Ton für Hugo Cabret

Emmy Award
- 1986: für sein Mitwirken an der Fernsehserie Junge Schicksale (ABC Afterschool Specials), Folge Can A Guy Say No
- 2006: für Martin Scorseses zweiteiligen Dokumentarfilm No Direction Home – Bob Dylan
- 2013: für History of the Eagles
- 2013: für die Fernsehserie Boardwalk Empire, Folge The Milkmaid's Lot
- 2013: Nominierung für die Dokumentation George Harrison: Living in the Material World

BAFTA Award
- 1992: Nominierung für Das Schweigen der Lämmer
- 2003: Nominierung für Gangs of New York
- 2005: Nominierung für Aviator
- 2012: Auszeichnung für Hugo Cabret